# بحيرة ديورانت
بحيرة ديورانت، هو بحيرة تقع على بعد 3 كم إلى الشرق من الجبل الأزرق بحيرة نيويورك. أنواع الأسماك الموجودة في البحيرة باس ارجوث، باس سمالموث، لايجر موسكي، بلاك اولهيد، الفرخ الأصفر، وسمكة شمس بذر اليقطين. يوجد منحدر ذو سطح صلب مملوك للحكومة في NY-28 / NY-30 على بعد 3 أميال شرق بحيرة الجبل الازرق في المخيم. هناك رسوم استخدام يومية ولا يسمح باستخدام المحركات في هذه البحيرة.

## أنظر أيضَا
- بحيرة ليمان
- بحيرة تاهو
- بحيرة ورثير سي